# 費爾萊峰
83°25′S 50°58′W / 83.417°S 50.967°W
費爾萊峰（英語：Fierle Peak）是南極洲的山峰，位於伊利沙伯女皇地，屬於彭薩科拉山脈中福里斯特爾山脈的一部分，處於迪達爾峰東南面6公里，海拔高度1,960米，根據美國地質調查局的測量和美國海軍的空中照片被繪入地圖。